# شانک‌ماهی هند غربی
شانک‌ماهی هند غربی (نام علمی: Calamus pennatula) نام یک گونه از تیره شانک‌ماهیان است.